# Jared Poulton
Pour les articles homonymes, voir Poulton.
Jared Poulton, né le 29 juillet 1994 à Johannesbourg, est un coureur cycliste sud-africain.

## Palmarès sur piste

### Championnats d'Afrique
- Durban 2017
  -  Médaillé d'argent de la poursuite
  -  Médaillé d'argent de la poursuite par équipes
  -  Médaillé de bronze de la vitesse
  -  Médaillé de bronze de l'américaine
  -  Médaillé de bronze de la course aux points

### Championnats d'Afrique du Sud
- 2015
  -  Champion d'Afrique du Sud de poursuite par équipes (avec Jac-Johann Steyn, Steven van Heerden et Jean Spies)

## Palmarès sur route
- 2017
  -  Médaillé d'or de la course en ligne aux Maccabiades